# Eygelshoven Markt vasútállomás
Eygelshoven Markt vasútállomás vasútállomás Hollandiában, Kerkrade városában.

## Vasútvonalak
Az állomást az alábbi vasútvonalak érintik:
- Sittard–Herzogenrath-vasútvonal

## Kapcsolódó állomások
A vasútállomáshoz az alábbi állomások vannak a legközelebb:
- Landgraaf vasútállomás (nyugat)
- Herzogenrath station (délkelet)